# Helene Drießen
Helene Drießen, née Dübigk le 18 septembre 1876 à Bocholt (Province de Westphalie) et morte le 30 mai 1938 dans la même ville, est une femme politique allemande de la fin de l'Empire allemand à la République de Weimar,,.

### Carrière politique

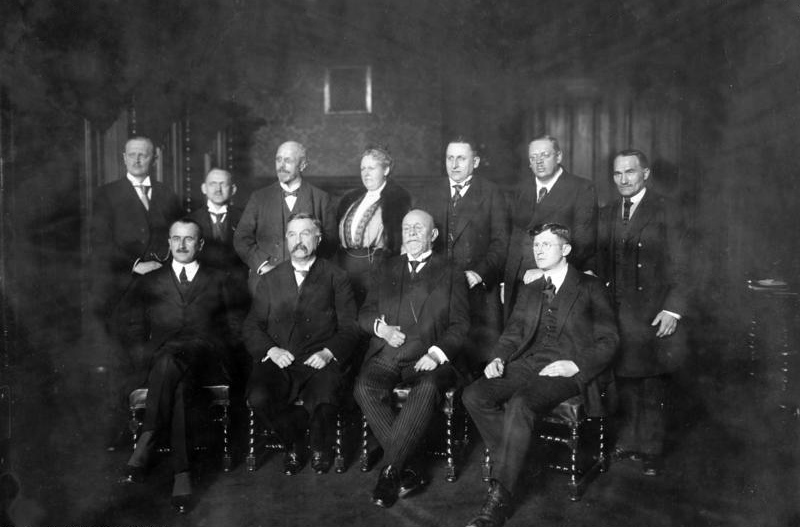
Helene Drießen (dernier rang, quatrième en partant de la gauche) au comitié directeur du Zentrum en 1920.